# آرامگاه سوار غیب ۲
بقعه سوار غیب ۲ مربوط به اوایل دوره پهلوی است و در شهرستان دزفول، ک۴ شهردزفول، جاده خاکی محمدبن جعفرطیار واقع شده و این اثر در تاریخ ۹ اردیبهشت ۱۳۸۲ با شمارهٔ ثبت ۸۳۷۱ به‌عنوان یکی از آثار ملی ایران به ثبت رسیده است.